# Larmes d'amour (film, 1954)
Pour l’article homonyme, voir Larmes d'amour.

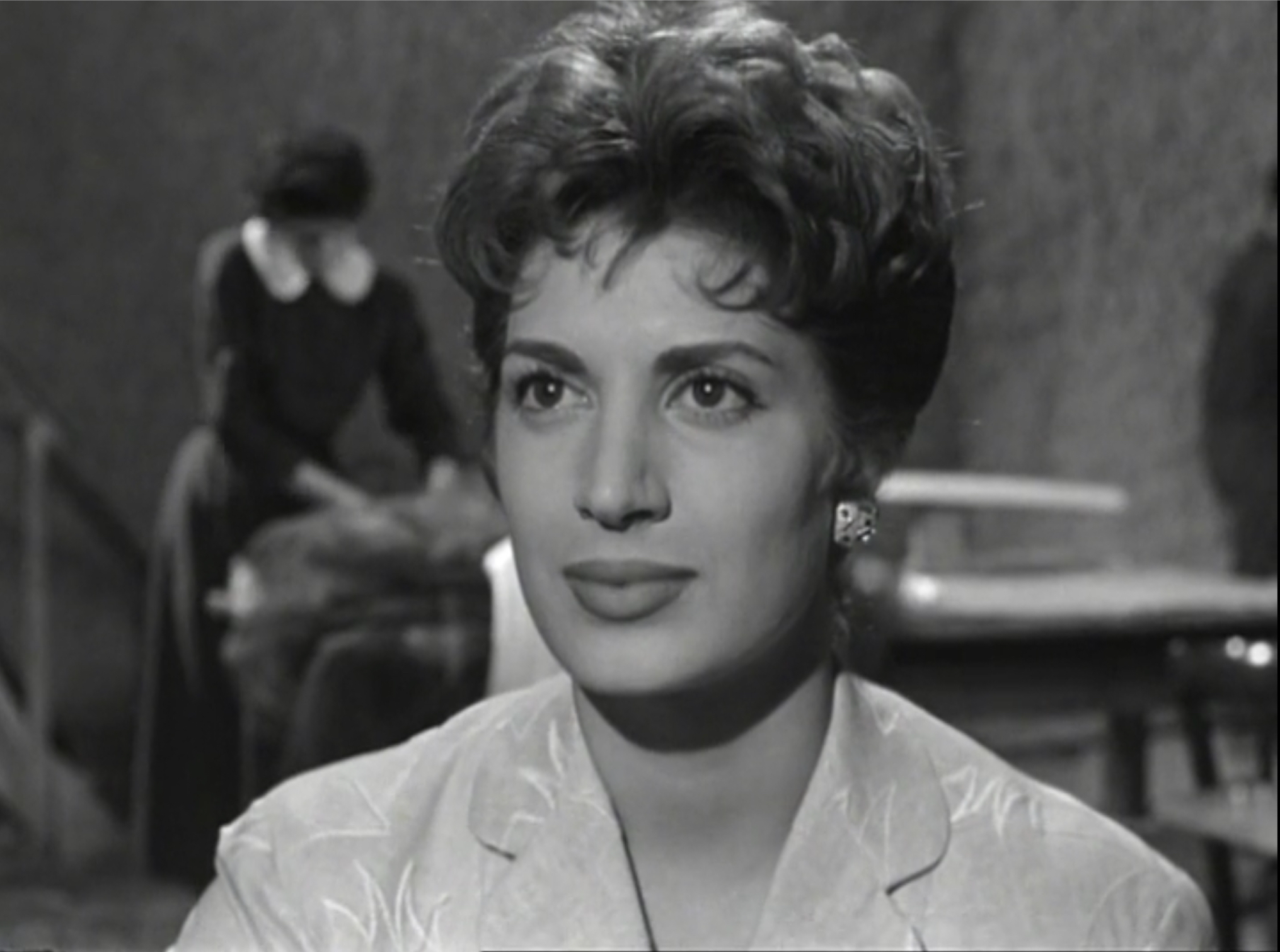
Bianca Maria Fusari dans le film.

Larmes d'amour (Lacrime d'amore) est un film italien réalisé par Pino Mercanti et sorti en 1954.

## Fiche technique
- Titre : Larmes d'amour
- Titre original : Lacrime d'amore
- Réalisation : Pino Mercanti
- Scénario : Michele Galdieri, Franco Perroni
- Producteur : Fortunato Misiano
- Photographie : Augusto Tiezzi
- Montage : Jolanda Benvenuti
- Musique : Carlo Innocenzi
- Production : Romana Film
- Durée : 107 minutes
- Date de sortie :
  - Italie : 28 décembre 1954

## Distribution
- Achille Togliani : Mario Benetti
- Katyna Ranieri : Grazia Montalto
- Bianca Maria Fusari : Rosella
- Otello Toso : Davide Montalto
- Enrico Glori : Comm. Goebritz
- Umberto Spadaro : Don Vincenzo Benetti
- Rita Rosa
- Inelda Meroni
- Dina De Santis
- Nadia Bianchi
- Mimo Billi
- Roberto Paoletti
- John Kitzmiller
- Carlo Romano
- Nada Cortese
- Piero Giagnoni
- Giacomo Furia
- Galeazzo Benti : Dominique